# Macintosh LC 500 sorozat
úA Macintosh LC 500 sorozat a Compact Macintosh számítógépcsalád utódja, az Apple Macintosh LC számítógépcsaládjának része. Az 1990-es évek közepén gyártották őket, célzottan oktatási piacra szánva. A többfunkciós asztali ház hasonló a nem sokkal korábban bemutatott Macintosh Color Classic házához, de az LC 500-as sorozat lényegesen nagyobb és nehezebb volt. A méret növekedést 14"-es CRT-kijelzőnek, a súlyt a képernyőnek, nagyobb elektronikának, CD-ROM meghajtó és a sztereó hangszóróknak köszönhette.
Az LC 500-as sorozat négy modellt tartalmazott, az 520-as, 550-es, 575-ös és 580-ast. Ezeket a számítógépeket a fogyasztói piacon is értékesítették a Macintosh Performa márkanév alatt áruházakon keresztül, hasonló típusszámokkal. A típusszámok eltérő memória, merevlemez kapacitás és a géphez adott ingyen szoftverek jelzésére szolgált.

## Macintosh LC 520
A Macintosh LC 520 asztali számítógépet az Apple gyártotta és forgalmazta 1993. június 28. és 1994. február 2. között 8 hónapon keresztül. A ház kialakítása nagyobb volt, mint az azt megelőző kompakt Macintosh modellek, nagyrészt a jelentősen nagyobb képernyőnek és CD–ROM-meghajtónak köszönhetően. Az LC 520-at Amerikában csak oktatási intézményeknek adták el, a Performa 520-t pedig Amerikán kívül forgalmazták.
Az LC 520 kódneve Mongo volt. A Color Classic sikerét követően az Apple Industrial Design Group (IDg) megkezdte a Color Classic Espresso névre keresztelt tervezési nyelvének adaptálását egy nagyobb, CD-ROM-meghajtót is tartalmazó kijelzős verzióhoz. 1992-ben az Apple vezérigazgatója, John Sculley nagy képernyős, többfunkciós dizájnt követelt. Az IDg ezért felhasználta az elkészült, de nem kedvelt dizájnt, de azonnal megkezdték az újratervezési projektet, amely kevesebb, mint két évvel később a Power Macintosh 5200 LC-vel mutatkozott be.
A New York Times véleménye az LC 520-ról általában pozitív volt, Peter Lewis cikkíró megjegyezte, hogy 1599 dolláros ára "talán a legjobb ár-érték arány a teljes Macintosh termékcsaládban... nagyon nehéz lenne összeállítani Windows alapú PC-t ugyanezekkel a funkciókkal hasonló áron, pedig a Windowsos számítógépek általában sokkal olcsóbbak, mint a Mac-ek." Lewis azt is megjegyezte, hogy az egység 18,4 kilós súlya megnehezíti, hogy a munkahelyről este vagy hétvégére hazavigyék a Macintosht – az Apple 1980-as években a kompakt Macintosh modellek egyik előnyeként említette a hazavihetőséget. A MacWEEK azt írta, hogy az LC 520 megjelenésének időpontja egybeesett az iskolák beszerzési ütemtervével, és a döntés, hogy a számítógépet az oktatási piacon forgalmazzák, stratégiai váltás része volt.
Az LC 520 gyártása 1994 februárjában megszűnt, amikor a gyorsabb, de egyébként lényegében változatlan Macintosh LC 550-re és az új, Motorola 68LC040 processzorral szerelt Macintosh LC 575-re cserélték. Az Apple frissítő készleteket kínált az LC 520-hoz, ezekkel ugyanazokat a specifikációkat hozták, mint az LC 550 vagy 575.

### A Macintosh LC 520 technikai leírása
A bézs színű gép súlya 18,4 kg, magassága 455 mm, szélessége 343 mm és mélysége 419 mm volt. A LC 520 számítógépet egymagos 25 MHz-es Motorola 68030 processzor vezérelte (L1 cache: 0,5kB), a rendszerbusz 25 MHz-en működött. Az adatokat a 80MB belső merevlemezre lehetett elmenteni. Külső adattárolási lehetőséget az 1,44-es hajlékonylemez meghajtó (floppy-drive) kínált. Adatok beolvasását tette lehetővé a kétszeres sebességű CD-olvasó. A gépet System 7.1 operációs rendszerrel szállította az Apple. A gép bemutatásakor az alapkiépítésben 4MB (80ns) memóriát tartalmazott, maximálisan 36MB (80ns) kezelésére volt képes a gyári specifikáció szerint, a bővítéshez 1 hely (slot) állt rendelkezésre. A számítógépnek 14 inches-es, 640x480 képpont felbontásra képes kijelzője volt. A külső kijelzőt 512kB videó-memória támogatta.Videójel kimenetet egy DB–15 csatlakozó biztosított. Csatlakozók: két ADB, két soros port, egy DB-25 SCSI-hoz, kijelzőhöz egy DB-15, egy 3,5 mm-es jack audió bemenet, egy beépített mikrofon, egy 3,5 mm-es jack audió kimenet, egy beépített hangszóró. A gép bővíthetőségét szolgálta egy LC PDS bővítőhely. Külső SCSI merevlemez csatlakoztatására is volt lehetőség.

## Macintosh LC 550
A Macintosh LC 550 asztali számítógépet az Apple gyártotta és forgalmazta 1994. február 2. és 1995. március 23. között 13 hónapon keresztül. A Macintosh LC 550 a Macintosh LC számítógép-családba tartozott. A Performa változatokat korábban, az 550-est 1993 októberében, az 560-ast 1994 januárjában mutatták be, és több mint egy évig, 1996 áprilisáig álltak rendelkezésre.
A fő különbség az 520 és az 550 között a magasabb órajelen – 25 MHz helyett 33 MHz – működő 68030-as processzor volt, a busz sebessége is 25 MHz-ről 33 MHz-re nő. Az 520-assal ellentétben az optikai meghajtó csak CD-tálcás volt. Az 550-ben található alaplap lényegében ugyanaz, mint a Macintosh Color Classic II-ben, az eredeti Color Classic frissítésében.
Két Performa változat került bevezetésre, amelyek csak a mellékelt szoftvercsomagban tértek el. Az 550-ben csak fogyasztói alkalmazások szerepeltek. A Performa 560-at "Money Edition"-nak hívták az Apple és a Money magazin együttműködésének köszönhetően. Néhány fogyasztói és oktatási szoftver mellett több mint egy tucat üzleti szoftveralkalmazást is kapott a vásárló.

### A Macintosh LC 550 technikai leírása
A bézs színű gép súlya 18,5 kg, magassága 455 mm, szélessége 343 mm és mélysége 419 mm volt. A LC 550 számítógépet egymagos 33 MHz-es Motorola 68030 processzor vezérelte (L1 cache: 0,5kB), a rendszerbusz 33 MHz-en működött. Az adatokat a 80MB belső merevlemezre lehetett elmenteni. Külső adattárolási lehetőséget az 1,44-es hajlékonylemez meghajtó (floppy-drive) kínált. Adatok beolvasását tette lehetővé a kétszeres sebességű CD-olvasó. A gépet System 7.1 operációs rendszerrel szállította az Apple. A gép bemutatásakor az alapkiépítésben 4MB (80ns) memóriát tartalmazott, maximálisan 36MB (80ns) kezelésére volt képes a gyári specifikáció szerint, a bővítéshez 1 hely (slot) állt rendelkezésre. A számítógépnek 14 inches-es, 640x480 képpont felbontásra képes kijelzője volt. A külső kijelzőt 512kB videó-memória támogatta.Videójel kimenetet egy DB–15 csatlakozó biztosított. Csatlakozók: két ADB, két soros port, egy DB-25 SCSI-hoz, egy 3,5 mm-es jack audió bemenet, egy beépített mikrofon, egy 3,5 mm-es jack audió kimenet, egy beépített hangszóró. A gép bővíthetőségét szolgálta egy LC PDS bővítőhely. Külső SCSI merevlemez csatlakoztatására is volt lehetőség.

## Macintosh LC 575
A Macintosh LC 575 asztali számítógépet az Apple gyártotta és forgalmazta 1994 februárja és 1995 áprilisa között 14 hónapon keresztül. Az LC 575 megtartotta az LC 520/550 "minden egyben" házát, de az LC 475 architektúráját használta 68LC040 CPU-val 25 helyett 33 MHz-es sebességgel. Az Apple a CPU órajelét néhány kiadványban 66 MHz-ben adta meg, az órajel valóban ennyi volt, de a processzor azonban csak 33 MHz-en működik. Az optikai meghajtó tálcás volt. Az LC 575 bevezette a kommunikációs nyílást  is, amely a legtöbb későbbi LC modellben is szerepelt.
1994 májusában bemutatták a Performa változatokat is: a Performa 575, 577 és 578-at. A gépek a memória mennyiségét és a merevlemez méretét leszámítva azonosak. A Performa változatokhoz mellékelt szoftvercsomagok közé tartozik a ClarisWorks 2.0, a Quicken 4.0, a Grolier's Encyclopedia, az 1993-as Time Magazine Almanach, az At Ease és néhány oktatási alkalmazás.
David Pogue úgy jellemezte ezt a gépet, hogy "lelkesen fogadták a Mac-rajongók, akik nagyra értékelték az éles színes képernyőket, a gyors teljesítményt, a gazdag hangzást."
Az LC 575-t a Macintosh LC 580 váltotta fel az alsó, vagy a PowerPC-alapú Power Macintosh 5200 LC modellek a felső kategóriban. A Performa változatokat az 580-as megjelenéséig árulták.

### A Macintosh LC 575 technikai leírása
A bézs színű gép súlya 18,3 kg, magassága 455 mm, szélessége 343 mm és mélysége 419 mm volt. A LC 575 számítógépet egymagos 33 MHz-es Motorola 68LC040 processzor vezérelte (L1 cache: 8kB), a rendszerbusz 33 MHz-en működött. Az adatokat a 80MB belső merevlemezre lehetett elmenteni. Külső adattárolási lehetőséget az 1,44-es hajlékonylemez meghajtó (floppy-drive) kínált. Adatok beolvasását tette lehetővé a kétszeres sebességű CD-olvasó. A gépet System 7.1 operációs rendszerrel szállította az Apple. A gép bemutatásakor az alapkiépítésben 4MB (80ns) memóriát tartalmazott, maximálisan 68MB (80ns) kezelésére volt képes a gyári specifikáció szerint, a bővítéshez 1 hely (slot) állt rendelkezésre. A számítógépnek 14 inches-es, 640x480 képpont felbontásra képes kijelzője volt. A külső kijelzőt 512kB videó-memória támogatta.Videójel kimenetet egy DB–15 csatlakozó biztosított. Csatlakozók: két ADB, két soros port, kijelzőhöz egy DB-15, egy 3,5 mm-es jack audió bemenet, egy beépített mikrofon, egy 3,5 mm-es jack audió kimenet, egy beépített hangszóró. A gép bővíthetőségét szolgálta egy LC PDS, egy Comm bővítőhely. Külső SCSI merevlemez csatlakoztatására is volt lehetőség.

## Macintosh LC 580
A Macintosh LC 580 asztali számítógépet az Apple gyártotta és forgalmazta 1995. április 3. és 1996. március 2. között 11 hónapon keresztül. Az LC 575-höz hasonlóan ez is egy 68LC040 processzor köré épül, amely 33 MHz-en fut. Ahelyett azonban, hogy az LC 475/Quadra 605-ön alapuló, azonos méretű, csak SCSI-t használó alaplapot használna, mint az LC 575, az 580 a Performa 630 nagyobb lapalapját használja. Ez alacsonyabb árat, de kisebb teljesítményt jelentett: az 580 merevlemezei IDE-meghajtók voltak SCSI-meghajtók helyett. Emellett a videó RAM már nem SIMM-re volt szerelve, hanem az alaplapra forrasztott 4 MB RAM-ból 1 MB-ot használt. Végül az 575-ös Trinitron kijelzőjét egy olcsóbb képernyőre cserélték, ami enyhe változást okozott a képernyőt körülvevő műanyag házon. Ennek a változásnak az egyik előnye az volt, hogy ugyanazokat a videorögzítő és TV-tuner kártyákat lehetett beépíteni, amelyeket a Performa 630-hoz terveztek. Ez lehetővé tette az LC 580 felhasználók számára, hogy videót nézhessenek és rögzítsenek, lényegében a televízió és a számítógép funkcióját is ellátva.
Az LC 580 Performa változatai csak az Egyesült Államokon kívül voltak elérhetők. Az LC 580-at Performas 580CD és 588CD néven is árulták.

### A Macintosh LC 580 technikai leírása
A bézs színű gép súlya 18,4 kg, magassága 455 mm, szélessége 343 mm és mélysége 419 mm volt. A LC 580 számítógépet egymagos 33 MHz-es Motorola 68LC040 processzor vezérelte (L1 cache: 8kB), a rendszerbusz 33 MHz-en működött. Az adatokat az 500MB belső merevlemezre lehetett elmenteni. Külső adattárolási lehetőséget az 1,44-es hajlékonylemez meghajtó (floppy-drive) kínált. Adatok beolvasását tette lehetővé a kétszeres sebességű CD-olvasó. A gépet System 7.5 operációs rendszerrel szállította az Apple. A gép bemutatásakor az alapkiépítésben 4MB (80ns) memóriát tartalmazott, maximálisan 52MB (80ns) kezelésére volt képes a gyári specifikáció szerint, a bővítéshez 2 hely (slot) állt rendelkezésre. A számítógépnek 14 inches-es, 640x480 képpont felbontásra képes kijelzője volt. A külső kijelzőt 1MB videó-memória támogatta. Csatlakozók: egy ADB, két soros port, egy DB-25 SCSI-hoz, egy 3,5 mm-es jack audió bemenet, egy beépített mikrofon, egy 3,5 mm-es jack audió kimenet, egy beépített hangszóró. A gép bővíthetőségét szolgálta egy LC PDS, egy Comm bővítőhely. Külső IDE merevlemez csatlakoztatására is volt lehetőség.

## A számítógép adatai
A táblázat nem tartalmazza az összes műszaki paramétert. Az egyes modelleknél a bemutatáskor érvényes adatokat soroljuk fel, a későbbi frissítéseket nem. Az eszköz technikai paraméterei a MacTracker alkalmazásból származnak.
| Gép nevebemutatva kivezetve          | Méretmagasság szélesség mélység súlySzín | Processzorprocesszor órajel, mag L1 és L2 cache társprocesszor | Háttértármerevlemezkülső adathordozó | Eredeti operációs rendszer | Memóriaalap max. @sebességhely | Kijelzőmérete felbontása | Grafikakártyamemória kimenet | CsatlakozókEthernet, ADB, soros, SCSI, párhuzamos, FDD, kijelző, hang be/ki, belső mikrofon, hangszóró                                             | Bővíthetőségkártyahelybelső öbölkülső csatlakozó |
| ------------------------------------ | ---------------------------------------- | -------------------------------------------------------------- | ------------------------------------ | -------------------------- | ------------------------------ | ------------------------ | ---------------------------- | --- | ------------------------------------------------ |
| LC 5201993. jún. 28. 1994. febr. 2.  | 455 mm 343 mm 419 mm 18,4 kg bézs        | Motorola 68030 @25 MHz és 1 mag L1 0,5kB,                      | 80MB HDD 2xCD-ROM 1,44 floppy        | System 7.1                 | 4MB max: 36MB @80ns1 hely      | 14 inch 640x480 képpont  | 512kB 1 DB–15                | * 2 ADB * 2 soros * 1 D–25 (SCSI) * 1 DB-15 (külső monitor) * 1 3,5 jack audió be * beépített mikrofon * 1 3,5 jack audió ki * beépített hangszóró | * 1 LC PDS* SCSI (külső)                         |
| LC 5501994. febr. 2. 1995. márc. 23. | 455 mm 343 mm 419 mm 18,5 kg bézs        | Motorola 68030 @33 MHz és 1 mag L1 0,5kB,                      | 80MB HDD 2xCD-ROM 1,44 floppy        | System 7.1                 | 4MB max: 36MB @80ns1 hely      | 14 inch 640x480 képpont  | 512kB 1 DB–15                | * 2 ADB * 2 soros * 1 D–25 (SCSI) * 1 3,5 jack audió be * beépített mikrofon * 1 3,5 jack audió ki * beépített hangszóró                           | * 1 LC PDS* SCSI (külső)                         |
| LC 5751994 febr. 1995 ápr.           | 455 mm 343 mm 419 mm 18,3 kg bézs        | Motorola 68LC040 @33 MHz és 1 mag L1 8kB,                      | 80MB HDD 2xCD-ROM 1,44 floppy        | System 7.1                 | 4MB max: 68MB @80ns1 hely      | 14 inch 640x480 képpont  | 512kB 1 DB–15                | * 2 ADB * 2 soros * 1 DB-15 (külső monitor) * 1 3,5 jack audió be * beépített mikrofon * 1 3,5 jack audió ki * beépített hangszóró                 | * 1 LC PDS * 1 Comm* SCSI (külső)                |
| LC 5801995. ápr. 3. 1996. márc. 2.   | 455 mm 343 mm 419 mm 18,4 kg bézs        | Motorola 68LC040 @33 MHz és 1 mag L1 8kB,                      | 500MB HDD 2xCD-ROM 1,44 floppy       | System 7.5                 | 4MB max: 52MB @80ns2 hely      | 14 inch 640x480 képpont  | 1MB                          | * 1 ADB * 2 soros * 1 D–25 (SCSI) * 1 3,5 jack audió be * beépített mikrofon * 1 3,5 jack audió ki * beépített hangszóró                           | * 1 LC PDS * 1 Comm* IDE (külső)                 |

## Macintosh LC számítógépek az időben
| A Macintosh LC számítógépek idővonalon |
| --- |
| A színek kezdete a bemutató időpontja, a forgalmazás több esetben is hónapokkal később kezdődött. Megeshet, hogy egy csík végét kitakarja egy másik csík eleje. Előfordul, hogy a gyártás befejezését követően még egy ideig forgalomban marad a gép adott verziója. |